# Низинное болото

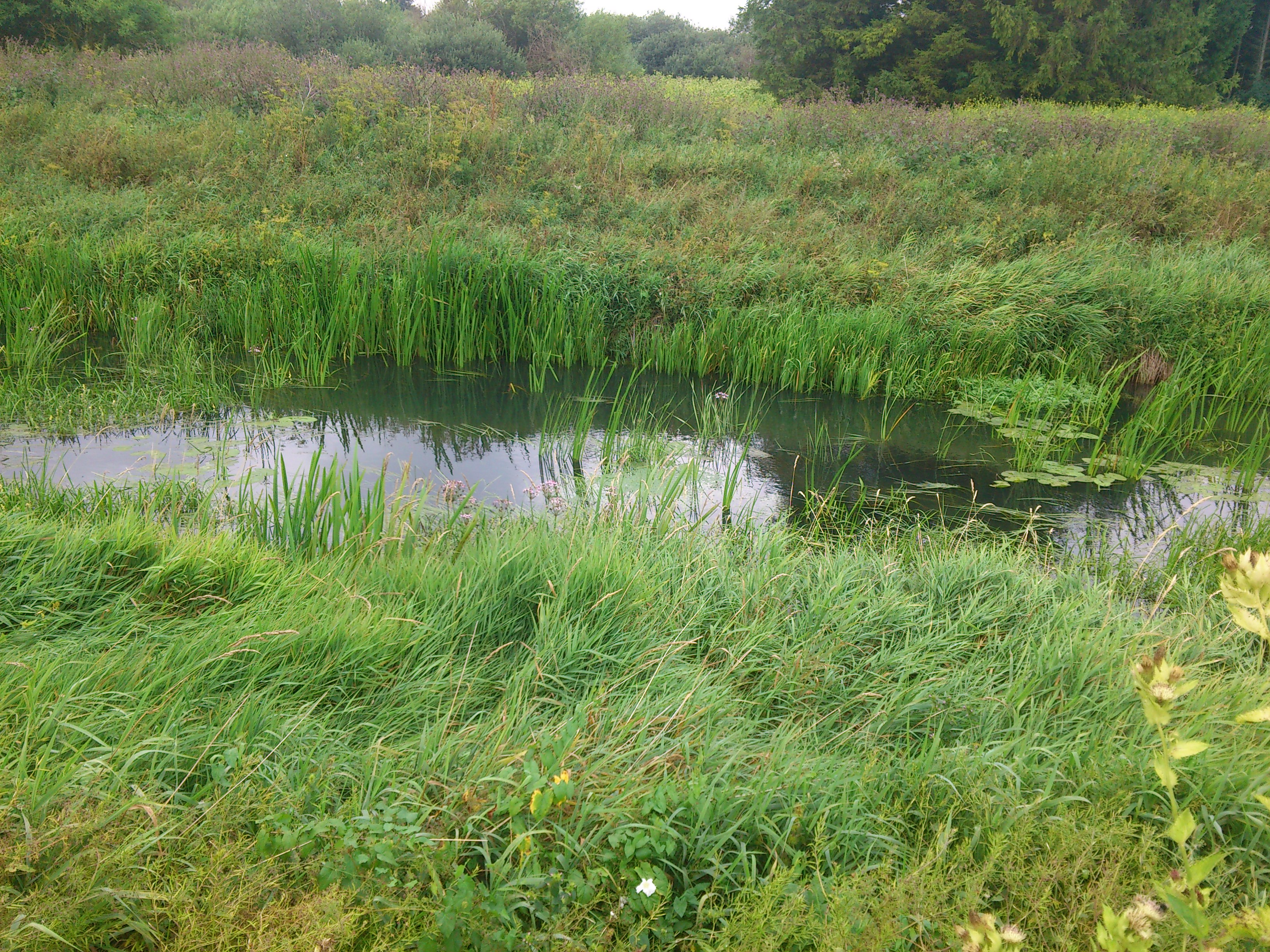

Низинное болото — болото, расположенное на низинных участках рельефа, например, в поймах рек, на берегах рек и озёр. Питание грунтовое или смешанное. Встречаются во всех природных зонах от тундры до пустынь и на разных высотах от побережий до высокогорий. 
Низинные болота богаты минеральными веществами, в связи с этим на них произрастает эвтрофная растительность. В умеренном поясе древесная растительность может быть представлена берёзой, ольхой, травянистая — осокой, тростником, рогозом.
Для заливаемых низинных болот типичны заросли ив вместе с восковником, которые сопровождаются богатым травяным ярусом, составленным осоками, вахтой трёхлистной, сабельником болотным, калужницей и др. На черноольховых топях, кроме упомянутого, встречаются также валериана бузинолистная, молочай болотный, ирис жёлтый.
Торф с низинных болот является более качественным удобрением, чем торф других типов болот.